# Paractenodia parva
Paractenodia parva es una especie de coleóptero de la familia Meloidae.

## Distribución geográfica
Habita en Sudáfrica.